# Leon Uris
Leon Uris, född 3 augusti 1924 i Baltimore, Maryland, död 21 juni 2003 i Shelter Island, Long Island, New York, var en amerikansk författare.

## Biografi
Uris föräldrar var polsk-judiska invandrare. Under andra världskriget tjänstgjorde han i marinkåren i Söderhavet och Nya Zeeland. Efter kriget arbetade han som tidningsbud för San Francisco-tidningen Call-Bulletin. 
Ända sedan pojkåren hade Uris tyckt om att skriva, och 1953 utgav han sin första roman, Battle Cry (Kanske aldrig mer), som handlade om marinkåren. Hans mest kända roman är Exodus (1958, filmatiserad 1960). Den handlar om grundandet av staten Israel och har översatts till mer än 50 språk. Den har också blivit film.

## Romaner (urval)
- Battle Cry (1953) (Kanske aldrig mer, översättning Sten Söderberg, Gothia, 1955)
- The Angry Hills (1955) (Vredens berg, översättning Lisbeth Renner, Geber, 1972)
- Exodus (1959) (Exodus, översättning Sven Bergström, Forum, 1960)
- Mila 18 (1961) (Mila 18, översättning Elsa och Mons Mossner, Forum, 1962)
- Armageddon (1963) (Harmagedon: en roman om Berlin, översättning Lisbeth Renner, AWE/Geber, 1965)
- Topaz (1967) (Topaz, översättning Lisbeth Renner, Geber, 1968)
- QB VII (1970) (QB VII, översättning Lisbeth Renner, Geber, 1971)
- Trinity (1976) (Trinity, översättning Anna Pyk, AWE/Geber, 1976-1977)
- The haj (1984) (Hadji, översättning Hans Granqvist, AWE/Geber, 1984)
- Mitla Pass (1988) (Mitlapasset, översättning Hans Granqvist, AWE/Geber, 1989)
- Redemption (1995) (Befrielsen, översättning Sune Karlsson, Norstedt, 1996)
- A God in Ruins (1999)
- O'Hara's Choice (2003)

Övriga böcker
- Exodus revisited (1960) (Efter Exodus, översättning Ole Blegel, Bernces, 1961)
- Ireland : a terrible beauty (1975) (tillsammans med Jill Uris) (Irland: en gruvlig skönhet: historien om Irland av idag, översättning Anna Pyk, AWE/Geber, 1975)
- Jerusalem : song of songs (1981) (tillsammans med Jill Uris) (Jerusalem: kärleken till en stad, översättning Hans Granqvist och Ingela Bergdahl, AWE/Geber, 1981)